# تو-جی
تو-جی (به ژاپنی: 東寺, Tō-ji) معبد شینگون، آیین بودایی که در بخش مینامی، کیوتو؛ کیوتو، ژاپن واقع شده‌است.